# Josef Effenberger
Josef Effenberger   (Praga, 18 d'octubre de 1901 - Praga, 11 de novembre de 1983) va ser un gimnasta artístic txecoslovac que va competir durant la dècada de 1920.
El 1928 va prendre part en els Jocs Olímpics d'Amsterdam, on disputà les set proves del programa de gimnàstica. Guanyà la medalla de plata en la competició del concurs complet per equips. Fou novè en la prova de les barres paral·leles i desè en la de cavall amb arcs, mentre en les altres cinc proves aconseguí unes posicions més enllà de la desena posició.